# Aliance sahelských států
Aliance sahelských států (francouzsky Alliance des États du Sahel, AES) je konfederace uzavřená mezi zeměmi Mali, Niger a Burkina Faso. Aliance se vyvinula z obranného paktu uzavřeného v září 2023 po výhružce ECOWASu vojenskou intervencí v Nigeru poté, co tam proběhl vojenský převrat. Všechny tři zakládající členské státy vystoupily z ECOWAS a v době vytvoření aliance byly ovládány vojenskou juntou – Mali od vojenského převratu v roce 2021, Burkina Faso od vojenského převratu z roku 2022 a Niger od vojenského převratu v roce 2023. Konfederace byla vytvořena 6. července 2024.
V členských zemích působí řada teroristických a povstaleckých organizací, včetně Islámského státu nebo separatistů ve válce v Mali (Koordinace azavadských hnutí). Vojenské převraty byly často reakcí právě na boj s těmito skupinami. V roce 2024 Mali, Niger a Burkina Faso přerušily vojenskou a diplomatickou spolupráci se zeměmi Západu (zejména s postkoloniální Francií) a začaly spolupracovat s Ruskem (hlavně v podobě spolupráce s Wagnerovou skupinou).
Deklarovaným cílem aliance je odstranit vnější závislost a vybudovat infrastrukturu pro vlastní obchodování se surovinami zemí. Aliance hodlá vytvořit hospodářské společenství a měnovou unii. Mezi zeměmi má být svoboda pohybu a mají spolupracovat na těžbě a industrializaci. Konečným cílem je federalizace a spojení do jednoho státu. Jednou z deklarovaných funkcí aliance je také dokončení dekolonizace a boj s neokolonialismem. Členské země proto omezují francouzštinu a dochází k přejmenování místopisných názvů z dob kolonialismu.
V roce 2024 všem třem členským zemím rostlo HDP (v rozmezí 3 až 9 %). Niger byl téhož roku vyhlášen nejrychleji rostoucí ekonomikou Afriky. Podle Indexu lidského rozvoje jde o jedny z nejméně rozvinutých zemí světa. Vláda vojenských junt byla nedemokratická a projevovala se represemi. Všechny tři vlády se zavázaly vypsat volby a předat vládu občanům, ale termíny voleb byly odkládány.